# Parlamentswahl in Grenada 1984
Die Parlamentswahl in Grenada 1984 fand am 3. Dezember 1984 statt und war die erste Wahl seit 1976.

## Hintergrund
Infolge der Revolution vom März 1979 wurde das im Dezember 1976 gewählte Zweikammerparlament aufgelöst und die Unabhängigkeitsverfassung von 1974 ausgesetzt. Nach dem Sturz der revolutionären Volksregierung von Maurice Bishopin infolge der Invasion der USA im Oktober 1983 wurde diese Verfassung im November 1983 wieder eingeführt.
Der Wahltermin Ende 1984 wurde am 21. September des Jahres bekannt gegeben. Um die 15 Sitze im Repräsentantenhaus bewarben sich fünf Parteien, darunter die New National Party (NNP) und die Grenada United Labour Party (GULP), die einzige Gruppe ist, die bereits vor 1979 existierte. Die NNP war eine neu gebildete Koalition aus drei Parteien unter der Führung von Herbert Blaize. Insgesamt waren 52 Kandidaten im Rennen.
Die wichtigsten Themen während des dreimonatigen Wahlkampfes seitens der NNP waren die wirtschaftliche Entwicklung, hierbei insbesondere der Abbau der Arbeitslosigkeit, und der Schutz vor Machtmissbrauch. In ihrem Wahlprogramm wurde auch die Unterstützung für die militärische Intervention der USA und der Organisation Ostkaribischer Staaten (OECS) vom Oktober 1983 sowie für die weitere Präsenz ausländischer Militär- und Polizeikontingente bekundet.

## Wahlergebnis
Die NNP verzeichnete einen fast vollständigen Sieg mit 14 Mandaten. Am 4. Dezember wurde Herbert Blaize als Premierminister vereidigt. Fünf Tage später wurden die Mitglieder seines Kabinett bekannt gegeben.
| Partei                             | Anzahl Stimmen | %    | Sitze |
| ---------------------------------- | -------------- | ---- | ----- |
| New National Party (NNP)           | 23.997         | 58,4 | 14    |
| Grenada United Labour Party (GULP) | 14.798         | 36,4 | 1     |
| Maurice Bishop Patriotic Movement  | 2.024          | 5,0  | –     |
| Christian Democratic Labour Party  | 107            | –    | –     |
| Grenada Federated Labour Party     | 10             | –    | –     |
| Unabhängige                        | 105            | –    | –     |

Der einzige Abgeordnete der GULP trat später zurück und der Sitz wurde von der NNP eingenommen.